# Fasoracetam
Fasoracetam (NS-105, 5-oxo-D-prolinepiperidinamide monohydrate) es una sustancia química en investigación de la familia de los racetam.
Este nootropico está siendo estudiado para tratar el Síndrome de Atención con hiperactividad y está en fase de pruebas desde 2015 arrojando resultados positivos.
Es común como suplemento nutricional nootropico (que favorece las capacidades intelectuales), de venta por internet, así como otros compuestos de la misma familia.

## Pruebas Clínicas.
Fasoracetam ha completado la Fase I para el trastorno por déficit de atención e hiperactividad.
También ha completado la Fase Ib con éxito, de prueba de escalación de dosis en adolescentes con mutación del gen mGluR y trastorno por déficit de atención e hiperactividad. Los resultados fueron presentados en la Reunión 62 anual de la academia de psiquiatría americada de Niños y Adolescentes. (AACAP), en febrero del 2016.
En febrero de 2016, la FDA de América, aceptó IND para Fasoracetam para revisión para tratar el síndrome de deleción 22q11.2.
Actualmente está en la fase II/III en pacientes con mutación del gen mGluR con déficit de atención e hiperactividad.

## Efectos
No posee efectos estimulantes, ni sedantes puesto que no afecta a ninguna monoamina neurotransmisora (dopamina, serotonina...), sin embargo mejora la cognición, tiene propiedades de mejora sustancial de la memoria, y tiene un potente efecto antidepresivo con la aplicación crónica.

## Mecanismo de acción
Fasoracetam actúa como un modulador glutamatérgico mGluR II/III. Se ha visto que bloquea las disrupciones de memoria causadas por Baclofeno, un agonista GABA B. Fasoracetam, también regula al alza los receptores GABA b después de una aplicación crónica, produciendo efectos a largo plazo ansiolíticos, de mejora de la atención y antidepresivos.